# V Popelkách
V Popelkách je rozhledna v Lomnici nad Popelkou. Byla vystavěna ve výšce 588 m n. m. na ocelovém skokanském můstku ve sportovním areálu V Popelkách, asi 15 km jižně od Semil.

## Historie a technická data
Dvacet devět metrů vysoká atypická ocelová rozhledna ve tvaru kalichu je součástí skokanského můstku K 70. Vznikla při přestavbě skokanského můstku K70 v rámci modernizace celého areálu „V Popelkách“ v letech 2004–2007. Investice si vyžádala okolo 30 mil. Kč, z velké části ji zaplatily dotace z ministerstva školství. Jedním a půl milionem korun přispělo lyžařům a turistům Město Lomnice, podílel se i Liberecký krajský úřad. Otevřený vyhlídkový ochoz je ve výši 28 metrů, jeho obvod je 45 metrů. Stavba získala ve veřejném hlasování ocenění „Cena sympatie“ v soutěži „Stavba roku 2007“ Libereckého kraje. Autora projektu Jaromíra Stránského z Lomnice inspiroval pro tvar věže kalich vína. Na její vyhlídkovou plošinu vede 106 schodů, posledních 15 jsou vysoké stupně podél startovacích pozic. Zpřístupnění veřejnosti proběhlo 4. července 2007.

## Výhled
Z otevřeného ochozu ve výšce 28 metrů je  výhled na Krkonoše, Jizerské hory, Lužické a Orlické hory, České středohoří, vidět jsou také Trosky, Kozákov, Kozinec, Zvičina a Tábor. Výhled jižním směrem překrývají stromy vyššího kopce.

### Externí odkaz
- rozhledny.webzdarma.cz/
- Rozhlednovým rájem
- Kudy z nudy
- rozhledna na Mapy.cz